# Norman Lewis
Norman Lewis (Forty Hill, 28 giugno 1908 – Saffron Walden, 22 luglio 2003) è stato uno scrittore britannico. Noto in particolare per i suoi resoconti di viaggio e le sue memorie di guerra, è ritenuto da alcuni esponenti della cultura inglese, tra cui Graham Greene, come uno dei maggiori scrittori inglesi del XX secolo.

## Biografia
Norman Lewis servì come ufficiale del British Army durante la seconda guerra mondiale nell'Italia meridionale facendo parte del 1st King's Dragoon Guards, e narrò di questa esperienza in Napoli '44 (Naples '44) del 1978, in cui documentò le tante difficoltà affrontate dalla popolazione italiana in periodo di guerra, tra cui la fame (e i fenomeni ad essa associati, come corruzione, mercato nero e prostituzione), i bombardamenti, le grandi carenze della macchina giudiziaria, e le marocchinate, ovvero le violenze dei Goumier marocchini dopo lo sfondamento del fronte di Cassino. Nel dopoguerra, in seguito a diversi viaggi nell'Indocina francese, Birmania e Vietnam, pubblicò i volumi di viaggi Un dragone apparente. Viaggi in Cambogia, Laos e Vietnam (A Dragon Apparent. Travels in Cambodia, Laos and Vietnam), ritratto indimenticabile e prezioso delle civiltà vietnamita e cambogiana nel periodo del crollo del colonialismo e prima delle devastazioni della guerra del Vietnam, e The Golden Earth. Lewis fu sempre affascinato dalle culture meno contaminate dal contatto con la civiltà moderna, come rispecchiato dai viaggi in Indonesia, descritti in Un impero dell'Est: viaggi in Indonesia (An Empire of the East), e tra le tribù dell'India rurale in La dea nelle pietre: viaggi in India (A Goddess in the Stones). Questa sensibilità nei confronti delle società tribali lo portò ad assumere un atteggiamento critico nei confronti dell'attività missionaria, particolarmente quella delle organizzazioni evangeliche nordamericane, di cui scrisse in Among the Missionaries e in svariati articoli.
Nel 1968 raccontò in un articolo, pubblicato sul Sunday Times britannico, il genocidio dei popoli indigeni in corso nell'Amazzonia brasiliana. La pubblicazione del pezzo, dal titolo “Genocide in Brasil” , portò alla nascita di Survival International, il movimento mondiale per i diritti dei popoli indigeni . Lewis ha più volte descritto la fondazione di Survival come «il più grande successo della mia vita professionale» . 
La scomparsa di molte delle società che aveva conosciuto lo convinse che «di fronte a queste tragedie non è possibile restare in silenzio e rimanere semplici spettatori».
Un altro tema centrale nell'opera di Lewis, trattato in The Honoured Society (1964) e in In Sicily, è costituito dal rapporto tra la Mafia e la società del mezzogiorno d'Italia, con cui venne in contatto durante l'esperienza bellica ma anche in seguito al primo matrimonio con un'aristocratica siciliana. Lontano da atteggiamenti sensazionalistici, Lewis mostrò sempre una profonda comprensione per le sofferenze del popolo meridionale, senza perdere di vista gli orrori inflitti dall'organizzazione criminale.
Tra le ultime opere si annoverano i volumi di un'autobiografia, in cui, nuovamente, trovano ampio spazio i diversi luoghi in cui l'autore visse, tra cui citiamo ancora il Galles, Londra, il Nicaragua e la Spagna. Lewis scrisse inoltre dieci romanzi, alcuni dei quali riscontrarono un discreto successo al tempo della pubblicazione senza però raggiungere la notorietà delle opere di viaggio.

## Opere
Viaggi
- Spanish Adventure, 1935.
- Sand and Sea in Arabia, 1938.
- A Dragon Apparent, 1951 (Un Dragone apparente. Viaggi in Cambogia, Laos e Vietnam, trad. it. di M. Sartori, Torino, EDT 2015).
- Golden Earth, 1952.
- The Changing Sky, 1959.
- The Honoured Society.  The Mafia Conspiracy observed, London: Collins, 1964; Harmondsworth: Penguin, 1967; con il titolo The Honoured Society. The Sicilian Mafia observed, epylogue by Marcello Cimino, London: Eland, 1984.
- Naples '44 (Napoli '44),[1] 1978.
- Voices of the Old Sea, 1984.
- A View of the World, 1986.
- I banditi di Orgosolo, La Piccola Biblioteca di Ulisse | Varia EDT/ 2015
- Jackdaw Cake, 1985; rivisto e pubblicato poi con il titolo I Came, I Saw, 1994.

Romanzi
- The Volcanoes Above Us, 1957.
- Darkness Visible, 1960.
- A Suitable Case for Corruption, 1964.
- The Sicilian Specialist, 1974.